# فيلي ديفين
فيلي ديفين (بالإنجليزية: Willie Devine)‏ (22 أغسطس 1933 بآير في المملكة المتحدة - 16 أبريل 1997) هو لاعب كرة قدم بريطاني في مركز جناح ‏. لعب مع نادي بارتيك ثيسل ونادي سانت ميرين ونادي واتفورد ونادي كامبريدج ستي وأكرينجتون ستانلي ‏.